# Corte del Norte

Las capitales imperiales durante el período Nanboku-chō.
- Capital del norte : Kioto
- Capital del sur: Yoshino.

La Corte del Norte (北朝 Hokuchō?), también conocida como los Pretendientes Ashikaga o Pretendientes del Norte, fueron un grupo de seis demandantes al trono de Japón, que gobernó entre 1331 y 1392.
Los orígenes más remotos del conflicto de las Cortes del Norte y el Sur han de remontarse al Emperador Go-Saga, que reinó de 1242 a 1246. A Go-Saga le sucedieron en el trono imperial, sucesivamente, sus dos hijos Go-Fukakusa y Kameyama. Y después, los descendientes de ambos hermanos fueron compitiendo y alternándose en el trono. A los descendientes de Go-Fukakusa se les conoció como el Jimyōin-tō, y a los de Kameyama como los Daikakuji-tō.
Finalmente, llegó el momento en que un emperador de la rama de Kameyama, Go-Daigo, fue expulsado del trono (en dos ocasiones, 1332 y 1336) por bisnietos de Go-Fukakusa, pero nunca reconoció su destronamiento y siguió considerándose el emperador legítimo, asentando su corte en Yoshino y creando así su propia corte rival al Sur. Este conflicto solo se resolvería en 1392, cuando un nieto de Go-Daigo, en aras de la paz, renunció definitivamente y reconoció al pretendiente del Norte Go-Komatsu como único emperador.
En abril de 1911, un decreto imperial estableció oficialmente que la rama de emperadores del Norte era una línea ilegítima, y se les debía llamar "pretendientes"; y que solo Go-Daigo y sus sucesores en el Sur debían ser considerados como emperadores legítimos, hasta 1392. La actual numeración tradicional de los emperadores de Japón ignora, pues, a estos pretendientes del Norte.

## Pretendientes de la Corte del Norte, enKioto
- Emperador Kōgon 1332–1333.[2]
- Emperador Kōmyō 1336–1348.[3]
- Emperador Sukō 1348–1351.[4]
- Emperador Go-Kōgon 1352–1371.[5]
- Emperador Go-En'yū 1371–1382.[6]
- Emperador Go-Komatsu 1382–1392 (como emperador legítimo 1392–1412)[7]